# Ruseifaella
Ruseifaella es un género de foraminífero bentónico considerado un sinónimo posterior de Elhasaella de la familia Lacosteinidae, de la superfamilia Eouvigerinoidea, del suborden Rotaliina y del orden Rotaliida. Su especie tipo era Ruseifaella jordanensis. Su rango cronoestratigráfico abarcaba el Maastrichtiense (Cretácico superior).

## Clasificación
Ruseifaella incluía a la siguiente especie:
- Ruseifaella jordanensis †